# Werner Umberg
Werner Umberg (né le 30 mars 1943) est un acteur allemand.

## Biographie
Werner Umberg quitte l'école et la maison de ses parents en 1961 à 18 ans. Dans les années suivantes, il fait divers petits boulots. Il travaille à Paris comme vendeur de droguerie, à Londres comme professeur de langues et à Rome comme figurant de cinéma à Cinecittà.
Au milieu des années 1960, il devient acteur professionnel. Dans la série télévisée Jörg Preda erzählt, à côté de Pinkas Braun qui incarne le journaliste Jörg Preda, il est Polo, son acolyte. Le réalisateur Rudolf Thome, l'un des représentants du nouveau cinéma allemand, choisit Umberg pour son film d'auteur Fremde Stadt (1972).
Umberg devient populaire avec le rôle du prince Bekeczy dans la série d'aventures franco-allemande Arpad le Tzigane, diffusée de 1973 à 1974, ; Umberg incarne l'allié du héros Árpád.
À la suite de la série Arpad, Umberg obtient deux engagements au cinéma au cours de la renaissance du Heimatfilm dans les années 1970, Le Chasseur de Fall (de) et Le Roi de l'edelweiss.
Werner Umberg rencontre l'actrice autrichienne Gerlinde Döberl (de) à Munich en novembre 1972. Ils se marient en juillet 1973 dans la chapelle du château d'Amerang (de), près de Wasserburg am Inn. Le couple divorcera.
Au milieu des années 1970, Umberg arrête d'être acteur.

## Filmographie
- 1966-1976 : Jörg Preda erzählt (série télévisée, 18 épisodes)
- 1971 : Confession d'une prostituée
- 1971 : Violence (TV)
- 1971 : Double Assassinat dans la rue Morgue
- 1972 : Abattoir 5
- 1972 : Fremde Stadt
- 1973 : Über Nacht
- 1973 : Frau Wirtins tolle Töchterlein
- 1973-1974 : Mordkommission (de) (série télévisée, 2 épisodes)
- 1973–1974 : Arpad le Tzigane (série télévisée, 22 épisodes)
- 1974 : Le Chasseur de Fall (de)
- 1973- 1974: Der Kommissar (série télévisée, 2 épisodes)
- 1975 : Le Roi de l'edelweiss
- 1975 : Arpad – Zwei Teufelskerle räumen auf
- 1976 : Inspecteur Derrick : Calcutta (série télévisée, un épisode)